# Eero Tarasti
Eero Aarne Pekka Tarasti, född 27 september 1948 i Helsingfors, är en finländsk musikvetare.
Tarasti studerade 1967–1975 vid Sibelius-Akademin, därefter i Wien, Paris och Rio de Janeiro, samt blev filosofie doktor 1978 vid Helsingfors universitet. Han var 1978–1979 assistent i musikvetenskap vid Helsingfors universitet och 1979–1980 tillförordnad professor i konstfostran vid Jyväskylä universitet, från 1980 ordinarie professor, och blev 1985 professor i musikvetenskap vid Helsingfors universitet. År 1987 utnämndes han till ledamot av Finska Vetenskapsakademien.
I sin forskning har Tarasti främst ägnat sig åt musiksemiotiken. Han grundade 1979 Semiotiska Sällskapet i Finland, och leder från 1988 International semiotics institute i Imatra. Han har publicerat bland annat Heitor Villa-Lobos ja Brasilian sielu (1987), Myth and music (1978), Sävelten Sankareita (1998), Musiikin Todellisuudet (2003) och Muotokuvia – Tulkintoja, Muistelmia, Tarinoita (2006) samt redigerat verken Strukturalismia, semiotiikkaa, poetiikkaa (1974) och Musiikin soivat muodot (1981).

### Uppslagsverk
- Dahlström, Fabian: Tarasti, Eero i Uppslagsverket Finland (webbupplaga, 2012). CC-BY-SA 4.0